# Софийский бульвар
Софи́йский бульвар — бульвар в городе Пушкине Пушкинского района Санкт-Петербурга. Проходит от Садовой улицы и Павловского шоссе до Привокзальной площади. На юго-запад продолжается Парковой улицей.

## Название
С 1830-х годов нечётная сторона называлась Ни́жним бульваром. Это было связано с тем, что дорога располагалась в нижней части города по отношению к Верхнему бульвару (ныне в составе Октябрьского бульвара).
Часть чётной стороны — от Московского переулка до Привокзальной площади — с 1839 года именовалась Бульва́рным переулком № 1 (Бульварным переулком № 1 была часть современного Октябрьского бульвара).
С конца XIX века Нижний бульвар становится Софийским бульваром, поскольку соединяет железнодорожный вокзал с Софией.
4 сентября 1919 года Бульварный переулок № 1 и Софийский бульвар объединяются под названием Кроншта́дтский бульвар — в честь города Кронштадта в ознаменование его революционных слуг. Тогда же бульвар получает современные границы.
23 апреля 1923 года бульвар переименовали в Сове́тский в соответствии с тогдашней топонимической идеологией.
7 июля 1993 года бульвару возвращено историческое название одной из частей — Софийский.

## Планировка

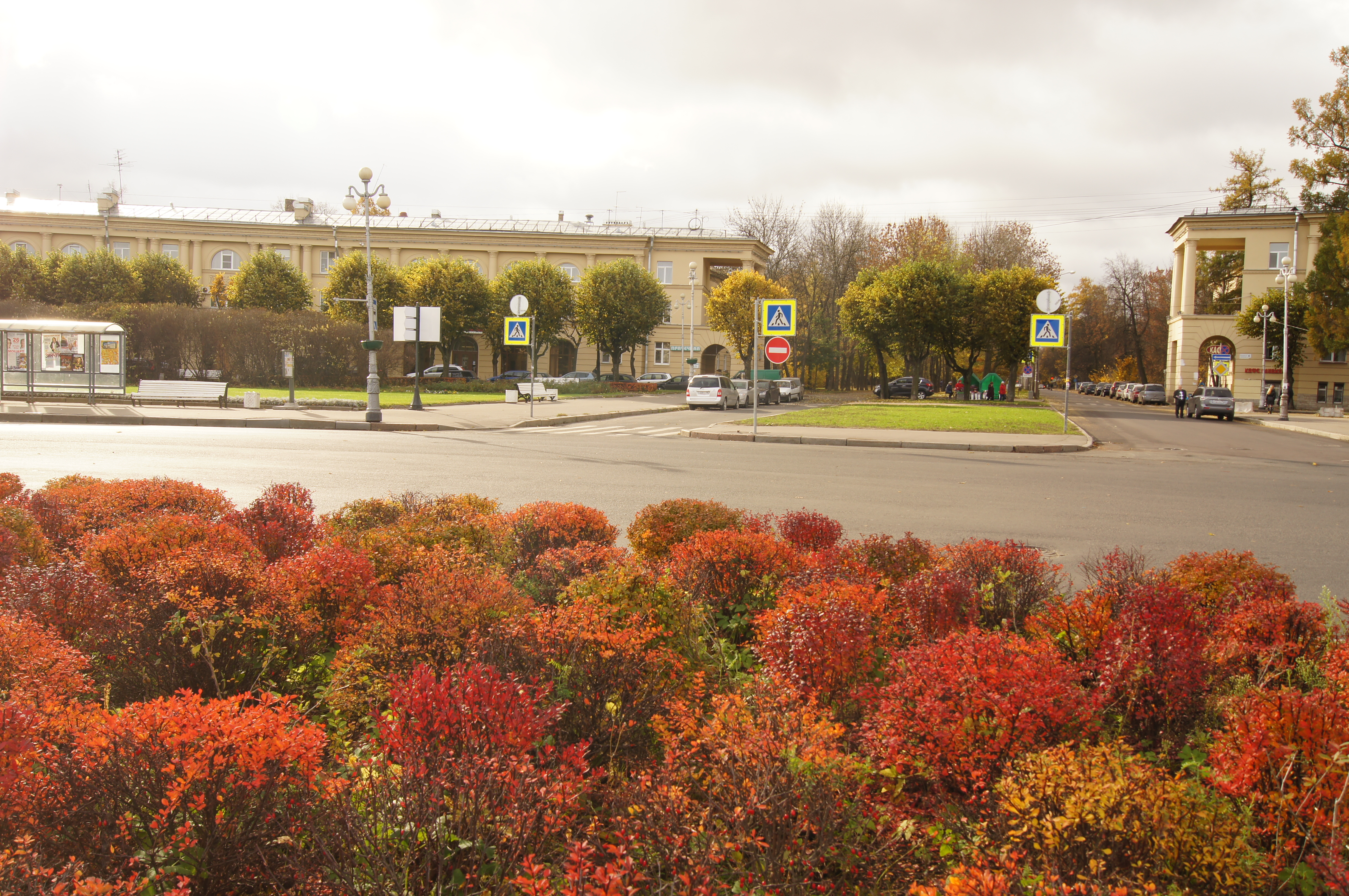
Софийский бульвар у Привокзальной площади

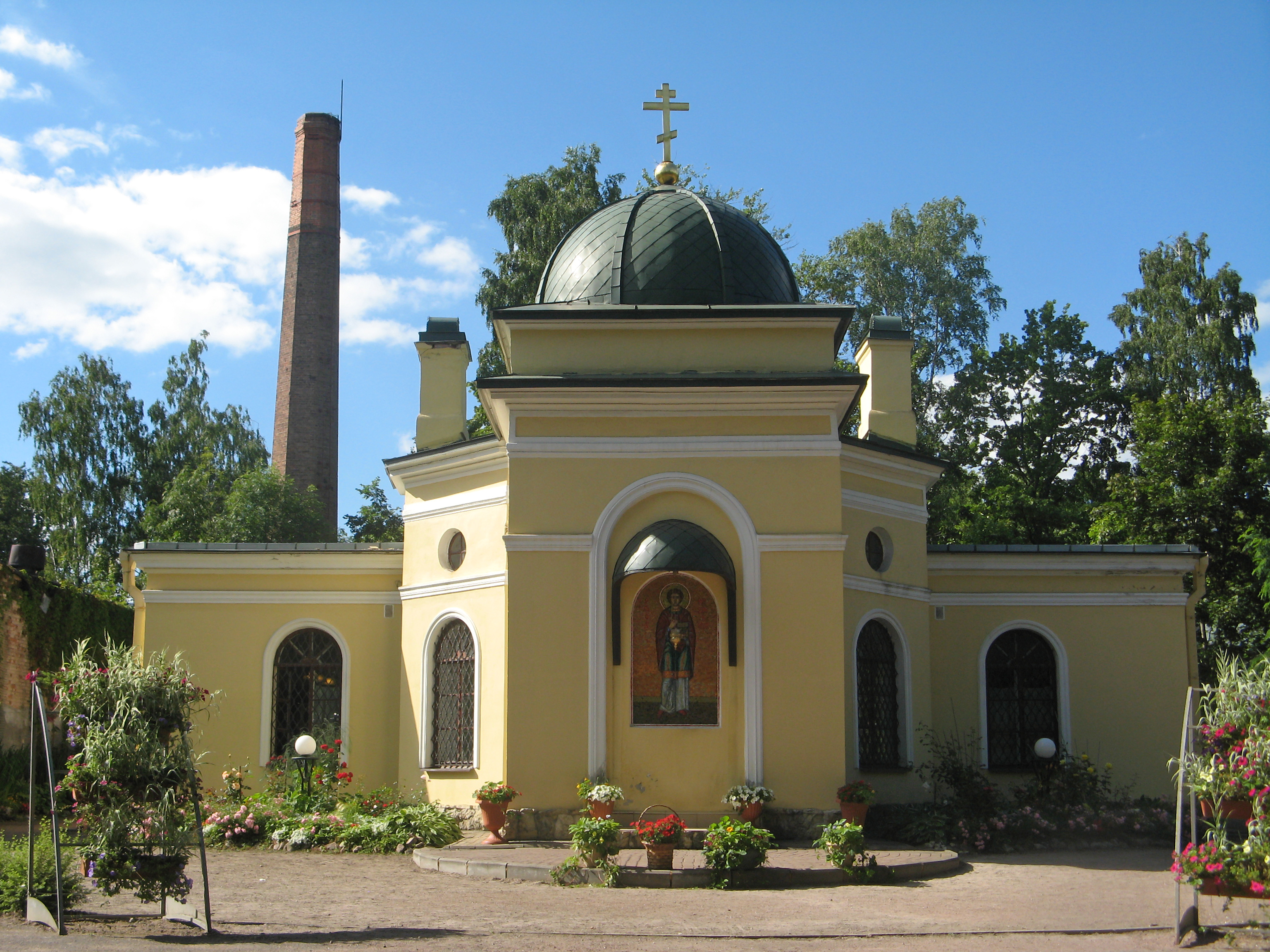
Церковь Великомученика Пантелеимона (ранее часовня в прозекторской бывшего дворцового госпиталя)

Вдоль начального участка Софийского бульвара до Московского шоссе высажена лиственничная аллея. При этом вся южная сторона относится к Отдельному парку (в нем рядом с бульваром расположен Колонистский пруд), а северная (между Садовой улицей и Советским переулком) — к саду дачи Кочубей.
Бульвар на нечётной стороне между Московским шоссе и Привокзальной площадью является объектом культурного наследия регионального значения «Советский бульвар (б. Софийский бульвар)» (1817—1821, арх. В. И. Гесте, 1839, садовый мастер Ф. Ф. Лямин).

## Застройка
- № 1/2 — учебный центр ГУВД по Санкт-Петербургу и Ленинградской области
- № 2/4 — жилой флигель дачи Кочубей (1876—1878, арх. А. Ф. Видов; объект культурного наследия федерального значения[3])
- № 3 — южная кордегардия Московских ворот (1829—1830; объект культурного наследия федерального значения[3])
- № 4 — служебный флигель дачи Кочубей (1876—1878, арх. А. Ф. Видов; объект культурного наследия федерального значения[3])
- № 4а — служебный флигель дачи Кочубей (1876—1878, арх. А. Ф. Видов; объект культурного наследия федерального значения[3]). Сейчас флигель заброшен. ФГБУ «Ленинградская межобластная ветеринарная лаборатория», в чьем ведении он находится, подсчитала, что «восстановление объекта требует значительных бюджетных вложений в разработку проектной документации и проведение строительных работ», при этом «в настоящее время сроки восстановления объекта не установлены»[4]. В 2016 году здание законсервировали[5].
- № 5 — северная кордегардия Московских ворот (1829—1830; объект культурного наследия федерального значения[3])
- № 6 — служебный флигель дачи Кочубей (1876—1878, арх. А. Ф. Видов; объект культурного наследия федерального значения[3])
- № 7 — жилой дом (2001[6])
- № 8 — служебный флигель дачи Кочубей (1876—1878, арх. А. Ф. Видов; объект культурного наследия федерального значения[3])
- № 9/1 — школа № 403
- № 10 — служебный флигель дачи Кочубей (1876—1878, арх. А. Ф. Видов; объект культурного наследия федерального значения[3])
- № 10а — служебный флигель дачи Кочубей (1876—1878, арх. А. Ф. Видов; объект культурного наследия федерального значения[3])
- № 22/6 — аптека дворцового госпиталя (1844—1849, арх. Д. Е. Ефимов, арх. Н. С. Никитин, 1890—1892, арх. А. Ф. Видов; объект культурного наследия регионального значения[7])
- № 24 — дом для служителей дворцового госпиталя (1844—1849, арх. Д. Е. Ефимов, арх. Н. С. Никитин, 1890—1892, арх. А. Ф. Видов; объект культурного наследия регионального значения[7])
- № 26 — лазарет для офицеров дворцового госпиталя (1914, арх. С. А. Данини; объект культурного наследия регионального значения[7])
- № 28 — детская городская поликлиника № 49

## Перекрёстки
- Садовая улица / Павловское шоссе / Парковая улица
- Советский переулок
- Московский переулок / Московское шоссе
- улица Глинки
- Октябрьский бульвар / Жуковско-Волынская улица
- Новодеревенская улица
- Привокзальная площадь